# Der Doktor und das liebe Vieh (Film)
Der Doktor und das liebe Vieh (All Creatures Great and Small) ist ein britischer Film von Claude Whatham aus dem Jahr 1975 (Urheberrecht 1974) mit Simon Ward und Anthony Hopkins als James Herriot und Siegfried Farnon. Er basiert auf James Herriots ersten beiden Romanen If Only They Could Talk (1970) und It Shouldn't Happen to a Vet (1972), die in Deutschland zusammen unter dem Titel Der Doktor und das liebe Vieh (1974) erschienen. Auf den Film folgte eine gleichnamige Fernsehserie. Mit It Shouldn't Happen to a Vet erschien 1976 eine Fortsetzung, die auf den beiden folgenden Büchern Let Sleeping Vets Lie (1973) und Vet in Harness (1974) basierte, die in Deutschland zusammen unter dem Titel Der Tierarzt (1980) erschienen.

## Handlung
Im Jahr 1937 reist der frisch ausgebildete Tierarzt James Herriot nach Yorkshire, um sich dort als Assistent in der Praxis von Siegfried Farnon zu bewerben. Er lernt das Landleben kennen und muss gegen die Vorurteile der Bevölkerung von Darrowby ankämpfen, die an den Fähigkeiten des unerfahrenen Tierarztes zweifelt. Herriot verliebt sich in die schöne Bauerntochter Helen Alderson und heiratet diese schließlich.

## Produktion

### Entwicklung
Der Doktor und das liebe Vieh war in den Vereinigten Staaten ein Bestseller, weshalb Filmrechte verkauft wurden.
Der Film wurde für die NBC-Reihe Hallmark Hall of Fame produziert, außerhalb der Vereinigten Staaten jedoch für das Kino ausgewertet. Als Produzenten fungierten Duane Bogie für FCB Productions und David Susskind für Talent Associates.
Zum Budget des Films gibt es unterschiedliche Angaben: Einer Quelle zufolge betrug es 1,2 Millionen US-Dollar und war somit fast doppelt so hoch wie die Bezahlung durch NBC. Laut einer anderen Quelle soll das Budget eine Million US-Dollar betragen haben, wobei 650.000 US-Dollar von NBC und 250.000 US-Dollar von EMI (dem Vertreiber) stammen sollen und weitere 100.000 US-Dollar privat generiert worden sein sollen.
Die Hauptrolle wurde an Simon Ward vergeben, der sich später erinnerte: „Ich hatte die Bücher nicht gekannt und viele Leute hatten damals nichts davon gewusst, also wurde ich zu dieser Zeit keine nationale Ikone. Es ist immer nervenaufreibend, eine reale Person zu spielen, besonders wenn diese reale Person noch lebt und am Set sitzt und Sie beobachtet, obwohl Herriot der charmanteste wundervolle Mann war, den ich wirklich verehrte und mit dem ich in Kontakt blieb, bis er starb.“

### Dreharbeiten
Die Dreharbeiten begannen im Mai 1974 in Malton, Yorkshire. Die Studioaufnahmen erfolgten in London.
Simon Ward sagte: „Das Schwierigste war, eine trächtige Stute an die Hand zu nehmen [...] für den Film musste ich es immer wieder machen.“

### Filmmusik
Die Filmmusik stammt von Wilfred Josephs.

## Rezeption
Der Film wurde im September 1974 von der britischen Zensurbehörde freigegeben, feierte seine Premiere jedoch erst am 9. Mai 1975 im kleinen Studio Two in der Oxford Street. David Robinson von The Times mochte den Film nicht („'Der Doktor und das liebe Vieh' ist so verträglich und warmherzig, dass man schreien möchte. Nicht wegen dieser Eigenschaften an sich, sondern wegen der Unfähigkeit des Regisseurs (Claude Whatham), ihnen mehr Tiefe oder Bedeutung zu geben als einer Fernsehserie.“), erkannte jedoch an, dass Anthony Hopkins und Simon Ward ihre Charaktere glaubhaft spielten.
Die New York Times meinte hingegen: „Es funktioniert wunderbar“.

## Heimvideoveröffentlichung
Der Film erschien auf DVD auf Englisch für die Regionen 2 PAL und 1 NTSC und auch auf Deutsch.

## Fortsetzung
Mit It Shouldn't Happen to a Vet erschien 1976 eine Fortsetzung. Darin übernahm John Alderton die Rolle des James, Colin Blakely spielte Siegfried und Lisa Harrow kehrte als Helen zurück. Regie führte Eric Till, das Drehbuch stammte von Alan Plater.
1978 erschien mit Der Doktor und das liebe Vieh eine Fernsehserie, die ebenfalls auf dem Buch basiert und im Vereinigten Königreich hohe Einschaltquoten erreichte. Sie lief bis 1990. Seit dem Jahr 2020 wurde die Serie unter gleichem Titel neu verfilmt.